# Яковлев, Вадим Сергеевич (кинематографист)
Вадим Сергеевич Яковлев (13 февраля 1939, Москва — 21 августа 2010, Кишинёв) — советский молдавский оператор и режиссёр, заслуженный деятель искусств Молдавской ССР (1982).

## Биография
В 1961 году окончил операторский факультет ВГИКа (мастерская Александра Гальперина).
С 1961 года — ассистент оператора, с 1964 года — оператор и режиссёр киностудии «Молдова-фильм».

## Творчество

### Актёр
- 1974 — Долгота дня — эпизод

### Оператор
- 1958 — Дожди (короткометражный)
- 1964 — Последняя ночь в раю
- 1967 — Сергей Лазо
- 1972 — Последний форт
- 1972 — Мальчишки — народ хороший
- 1973 — Тихоня
- 1974 — Долгота дня
- 1975 — Конь, ружьё и вольный ветер
- 1976 — По волчьему следу
- 1977 — Когда рядом мужчина
- 1979 — И придёт день...
- 1980 — У Чертова логова
- 1981 — Переходный возраст
- 1982 — Свадебное путешествие перед свадьбой
- 1984 — Нескончаемый месяц Ковша
- 1985 — Дикий ветер | Vint salbatic / Divlji vetar (СССР, Югославия)
- 1989 — Западня
- 1989 — Без надежды надеюсь
- 1991 — Год хорошего ребёнка

### Режиссёр
- 1984 — Нескончаемый месяц Ковша (с Владом Друком)